# Stjärntjärnarna (Junsele socken, Ångermanland, 706898-156973)
Stjärntjärnarna är en sjö i Sollefteå kommun i Ångermanland och ingår i Ångermanälvens huvudavrinningsområde.